# Friburgoia
Friburgoia is een geslacht van hooiwagens uit de familie Gonyleptidae.
De wetenschappelijke naam Friburgoia is voor het eerst geldig gepubliceerd door Mello-Leitão in 1931. 

## Soorten
Friburgoia omvat de volgende 2 soorten:
- Friburgoia impar
- Friburgoia perdita